# ジャン・サージュ
ジャン・サージュ（Jean Sage、1941年7月5日 - 2009年10月8日）は、フランス出身のレーシングドライバーで、1970年代から1980年代にかけて、フランスの自動車会社であるルノーのフォーミュラ1チーム（ルノーF1）でチームマネージャーだったことで知られる。

## 経歴
フランス中部のピュイ＝ド＝ドーム県ティエールの裕福な家に生まれた。
10歳の頃はシャンベリに住んでおり、近所に所在していたエクス＝レ＝バン・サーキットへと母親によって散歩がてら連れられていき、そこで開催されるフォーミュラ2（F2）のレースをしばしば観戦するという環境で育った。
父親は自動車には全く関心を持っていなかったが、サージュは車やレースに情熱を注ぐようになり、10代半ばの頃にはラリー競技をしていた友人たちを手伝うようになった。

### ドライバー
20歳の時（1960年頃）、エイビスレンタカーのジュネーブ支店で勤務する傍ら、ラリー仕様のフェラーリ・250GT SWBを駆るアンドレ・シモンのコ・ドライバーとなり、初めてのラリー（レース）に挑んだ。
その後、ジャン＝ピエール・アンリウ、ジェラール・ラルースとも組んでスポーツカーレースへの参戦を続け、1960年代初めにはF3にも参戦した。
1967年にはエイビスレンタカーのローザンヌ支店長となっていたが、この年から、モータースポーツをフルタイムの仕事にして専念することにした。この時期のサージュは、ルノー・アルピーヌのラリーチームの臨時メンバーをしばしば務めるようになっており、ル・マン24時間レースにおいても3回の参戦を果たした。

### チームマネージャー
1972年、ラルースがポール・アーシャンボー（Paul Archambeaud）が設立したレーシングチームのドライバーとなり、この時にサージュはチームマネージャーにならないかとラルースから誘われ、これを契機にドライバーを引退して、チームマネージャー業を始めた。
1973年にはアーシャンポーのチームをラルースとともに買い取り、「エキュリー・エルフ・チーム・スイス」を立ち上げた。同チームはレーシングスポーツカーの製造を目指したが、ほどなく、フォーミュラ2（F2）におけるレース参戦に注力するようになり、1976年のヨーロッパF2選手権において、サージュとラルースが指導していた若手のジャン＝ピエール・ジャブイーユを擁し、チャンピオンへと押し上げた（ラルースは1975年にルノーに引き抜かれたため離脱）。

### ルノーF1 (1977年 - 1987年)
1976年、ルノーにより同社のモータースポーツ責任者に任命されたラルースが、それまでのルノー・アルピーヌを改組する形で、ルノー・スポールを設立した。
ルノー本社の意向で、ルノーは1977年からF1に参戦することになり、1977年初め、ラルースにより、サージュはルノーF1のチームマネージャーとして雇われた（チーム代表はラルース）。その後、サージュは一貫してルノーのF1チームのマネージャーを務め、この間にルノーは1979年フランスグランプリにおいてF1初優勝を達成し、1983年シーズンにはアラン・プロストがシーズン最終戦までチャンピオンタイトルを争った。1985年限りでルノーのフルワークスチームが撤退した後もサージュはしばらく留まり、1987年末にルノーを去った。

### その後
ルノーから去った後は、シャルル・ポッツィのレーシングチームであるフェラーリ・フランスに加入し、チーム運営を任された。このチームでは、1989年から1990年にかけて、北米のIMSA GT選手権にフェラーリ・F40を参戦させており、ジャン・アレジ、ジャン＝ルイ・シュレッサーらとも協働した。
サージュは1970年代以前からフェラーリを中心とした自動車コレクターであり、2000年代まで収集家として活動を続け、ヒストリックレースイベントに自らステアリングホイールを握ってたびたび出場した。
晩年は癌との闘病生活を送り、2009年10月8日に68歳で死去した。

## レース戦績

### ル・マン24時間レース
| 年     | チーム                     | コ・ドライバー                                                  | 車両               | クラス | 周回数 | 総合 順位 | クラス 順位 |
| ------ | -------------------------- | --------------------------------------------------------------- | ------------------ | ------ | ------ | --------- | ----------- |
| 1970年 | C. Haldi                   | ピエール・グリューブ（Pierre Greub）                            | ポルシェ・911S     | GT2.0  | 254    | NC        | NC          |
| 1971年 | Ecurie Porsche Club Romand | パウル・ケラー（Paul Keller）                                   | ポルシェ・914/6 GT | GT2.0  | 61     | DNF       | DNF         |
| 1972年 | J. Sage Gelo Racing Team   | ゲオルク・ルーズ (Georg Loos) フランツ・ペッシュ（Franz Pesch） | ポルシェ・911S     | GTS2.5 | 64     | DNF       | DNF         |

## エピソード

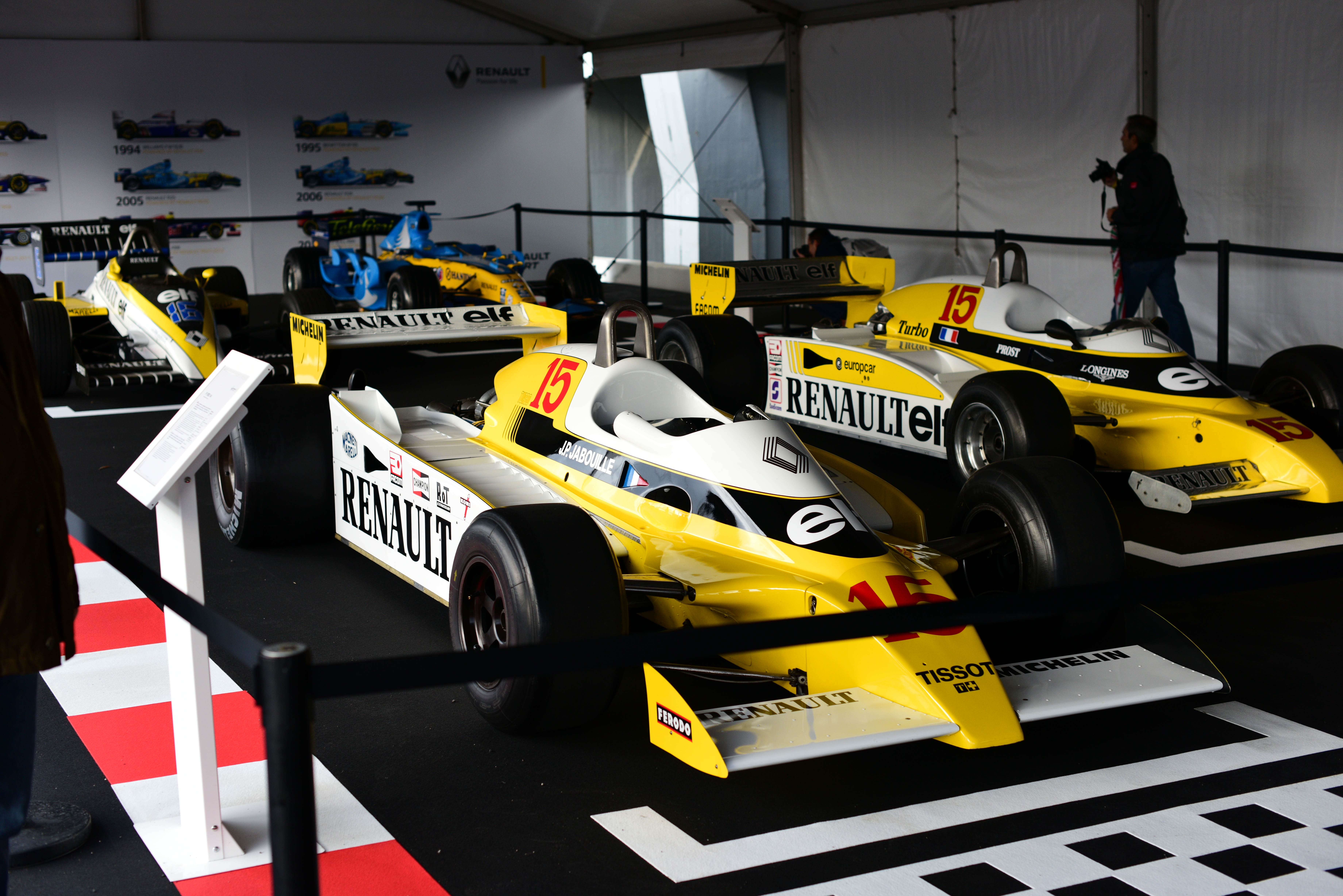
ルノーF1の車両

- フェラーリ・250GTでレースを始める前年、サージュはある国内ラリーの手伝いで、第1チェックポイントの係員をしていた[3]。そこへ、フランス国内ラリーの有力ドライバーだったルネ・トラウトマン（フランス語版）のシトロエンが到着し、その後ろに別の車が到着した[3]。その車のコ・ドライバーは初心者で、第1ステージで感じた恐怖のあまり車から逃げ出してしまうという出来事があった[3]。サージュとトラウトマンは互いによく知る仲で、トラウトマンが後ろの車のドライバーにサージュを乗せるよう勧め、サージュはコ・ドライバーを体験することができた[3]。この出来事により、サージュは翌年にアンドレ・シモン（英語版）からラリー参戦に誘われることになった[3]。
- 1966年、映画『グラン・プリ』（1966年12月公開）の撮影にドライバーとして協力した[3]。この際、サージュは、ドライバー時代としては唯一となる、ほぼ最新のフォーミュラ1カーを運転する機会を得ることになり、ロータス・33をドライブした[3]。しかし、サージュはフォーミュラカーの運転はそれほど上手くなく、やはりスタントドライバーとして参加していたヨッヘン・リントが駆るフォーミュラ3カーに付いていくのにも苦労したという[3]。
- 1985年限りでルノーのF1ワークスチームを撤退させるにあたり、ルノー本社はそれまでに製造した全てのF1車両を破壊して廃棄するようチームに命じ、サージュがそれを実行することになった[4]。自動車収集を趣味とするほどの自動車愛好家であるサージュとしては、到底承服できない命令だったため、フランスの田舎に大きな倉庫を所有している友人に連絡を取り、20台ほどになるルノーのF1車両全てをその倉庫に密かに隠した[4]。数年後、ルノー本社の新たな経営陣がF1車両を探しているという話を耳にしたサージュは、自分がしたことを彼らに告白し、車両を返却した[4]。サージュは、社命に背いたことについて、逆に感謝される結果となった[4]。
- 1986年モナコグランプリの予選中、ピットレーンで、ステファン・ヨハンソンが走らせていたフェラーリの接近にサージュは気づかず、轢かれて転倒し、その一連の様子がテレビ中継のカメラに捉えられている[5]。

## 参考資料
雑誌 / ムック
- 『F1倶楽部』
  - 『Volume 31』双葉社、2000年6月29日。ASIN 4575472700。ISBN 4-575-47270-0。